# 風間喜代三
風間 喜代三（かざま きよぞう、1928年12月9日 - ）は、日本の言語学者、東京大学名誉教授。

## 経歴
1926年、東京生まれ。1952年東京大学文学部言語学科卒業、高津春繁の指導を受け、比較文法学を研究。ウィーン大学留学。
帰国した後、名古屋大学助教授、東京大学文学部助教授を経て教授。1978年10月には「印欧語の親族名称の研究」を東大に提出して文学博士号を取得。1989年に東京大学を定年退官し、名誉教授となった。その後も法政大学第一教養部教授を1999年まで務めた。

## 研究内容・業績
日本における比較言語学の第一人者のひとりとして印欧語の語源研究などにも携わっている。

## 家族・親族
- 甥：風間伸次郎は言語学者（ツングース満州諸語）であり、東京外国語大学教授。

## 著書

### 単著
- 『言語学の誕生 - 比較言語学小史』（岩波新書、1978）
- 『印欧語の親族名称の研究』（岩波書店、1984） - 博士論文の改訂
- 『ことばの生活誌－インド・ヨーロッパ文化の原像へ』（平凡社選書、1987）
- 『ことばの身体誌－インド・ヨーロッパ文化の原像へ』（平凡社選書、1990）
- 『印欧語の故郷を探る』（岩波新書、1993）
- 『ラテン語とギリシア語』（三省堂、1998／ちくま学芸文庫、2025.9、解説吉川斉）
- 『ラテン語・その形と心』（三省堂、2005）
- 『オウィディウスでラテン語を読む』（三省堂、2013）

### 共著書
- 『言語学』（上野善道・松村一登・町田健との共著、東京大学出版会、1993）
- 『言語学 第2版』（上野善道・松村一登・町田健との共著、東京大学出版会、2004）
- 『サンスクリット語・その形と心』（上村勝彦との共著、三省堂、2010）

### 翻訳
- オトー・シュラーダー『インド・ヨーロッパ語族』（ハンス・クラーエ改訂、クロノス、1977）
- レベッカ・ポズナー『ロマンス語入門』（長神悟との共訳、大修館書店、1982）